# Viscum monoicum
Viscum monoicum är en sandelträdsväxtart som beskrevs av William Roxburgh och Dc.. Viscum monoicum ingår i släktet mistlar, och familjen sandelträdsväxter. Inga underarter finns listade i Catalogue of Life.